# Ministère de la Grande Asie orientale

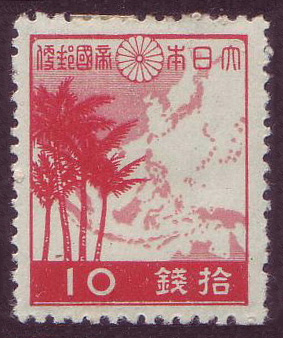
Timbre japonais représentant une carte de la sphère de coprospérité de la grande Asie orientale.

Le ministère de la Grande Asie orientale  (大東亜省, Daitōashō) était un ministère de l'empire du Japon qui exista de 1942 à 1945. Il fut créé pour administrer les territoires conquis par le Japon pendant la guerre du Pacifique et coordonner l'établissement et le développement de la sphère de coprospérité de la grande Asie orientale.

## Histoire et développement
Le ministère de la Grande Asie orientale fut établi le 1er novembre 1942 par le gouvernement du premier ministre Hideki Tōjō, par absorption du Ministère des Affaires coloniales (拓務省, Takumushō) et par fusion du département de l'Asie orientale et le département du Pacifique sud du ministère des Affaires étrangères et du conseil de développement de l'Asie orientale (興亜院, Kōain) qui s'occupait des affaires des territoires chinois occupés par les Japonais.
Théoriquement, le ministère avait des responsabilités politiques et administratives dans la vaste zone (4,4 millions de km²) sous occupation japonaise (des îles Aléoutiennes à 7 200 km des îles Salomon au sud et de l'atoll Wake à 8 000 km de la Birmanie et des îles Andaman à l'ouest), avec peut-être une population de plus de 300 millions d'habitants. En réalité, à cause de la guerre, le ministère n'existait plus en fait que sur le papier. Mise à part Kazuo Aoki, qui fut le premier ministre de ce ministère, tous les ministres qui lui succédèrent furent en même temps ministre des Affaires étrangères.
Le ministère fut aboli le 26 août 1945 sur ordre des troupes d'occupation américaines à la suite de la reddition du Japon.

## Liste des ministres de la Grande Asie orientale
|   | Nom               | Gouvernement | De                | À               |
| - | ----------------- | ------------ | ----------------- | --------------- |
| 1 | Kazuo Aoki        | Tōjō         | 1er novembre 1942 | 22 juillet 1944 |
| 2 | Mamoru Shigemitsu | Koiso        | 22 juillet 1944   | 7 avril 1945    |
| 3 | Kantarō Suzuki    | Suzuki       | 7 avril 1945      | 9 avril 1945    |
| 4 | Shigenori Tōgō    | Suzuki       | 9 avril 1945      | 17 août 1945    |
| 5 | Mamoru Shigemitsu | Higashikuni  | 17 août 1945      | 25 août 1945    |